# Serge Roullet
Pour les articles homonymes, voir Roullet.
Serge Roullet est un réalisateur et écrivain français, né le 6 juillet 1926 à Bordeaux et mort le 14 février 2023 à Foussignac.
Issu de familles charentaises, viticulteurs et négociants à Jarnac, industriels et armateurs à La Rochelle, Serge Roullet vit une adolescence troublée par l’Occupation de la France (1940-1945). À 20 ans, il décide de se consacrer au cinéma et, pour apprendre à mettre en scène, d’accepter tous métiers qui s’offrent à lui. Au fil des décennies il écrit des articles, scénarios et nouvelles, produit et réalise une dizaine de courts métrages et tourne cinq longs métrages, dont le Mur d'après Jean-Paul Sartre et Benito Cereno d'après Herman Melville. Quatre d’entre eux sont numérisés en coffret DVD sous le titre Révolte Liberté.

## Biographie
Serge Roullet fait des études perturbées à Bordeaux, sa ville de naissance, où la résistance ne tient pas face à la délation et la collaboration. Un drame familial le marque : son grand-père Léonce Vieljeux, maire destitué de La Rochelle, envoie deux ouvriers de son chantier naval, agents du Réseau Alliance « en péril », à son frère Yann, pasteur, de 12 ans son ainé. Celui-ci héberge l’un et met l’autre chez un paroissien. La Gestapo s’empare de tous et ils disparaissent. Après la prise de Paris, on découvre qu’ils ont été massacrés à l’arrivée des Alliés en Alsace. Serge Roullet tentera de se délivrer de ce cauchemar vécu dans un scénario, Anne Villemer, sur l’insoutenable absence qui induit au fantasme désespéré du double, thème qu’il reprendra dans son dernier film, Avoue que tu mens (2007) où, face au désespoir, il ne reste en quelque sorte qu'à recréer Dieu à son image. Cette tragédie le conduira aussi à faire un film de révolte d’après le Mur de Sartre, sur la poignante responsabilité des êtres, la nouvelle ayant justement été écrite, il l’apprendra de l'écrivain, comme une mise en garde autant qu’une méditation sur la mort.
Abandonnant ses études de droit, Serge Roullet s’engage commis transitaire sur les quais de Bordeaux. A 19 ans pour réunir des fonds d’une école d’infirmières fondée par les Américains dont son père est trésorier et que l’Occupant a mise a mal, il tourne un petit film, l’Ecole Florence Nithingale. Il décide de quitter une France dont il n’a pas supporté la conduite dans la tourmente, et s’embarque comme inscrit maritime en 1947 sur un cargo qui le laisse à Baltimore, après une escale au Maroc où il est surpris de découvrir ce qu’est l’occupation coloniale. Là il sonorise le film pour l’American Nurses  Association, avec des étudiants de Columbia University. Il fait tous les métiers qui lui tombent sous la main, poinçonneur de  billets, assistant photographe de Jerry Cooke pour ''Life''  sur La Vie en Sous Sol de New York et finalement rencontre Robert Flaherty qui l’initie au tournage de son dernier film avec son équipe familiale, une voiture et un enregistreur de son magnétique : une philosophie du cinéma.
Il apprend de tous et écrit plusieurs scénarios qu’il voudrait produire tel un sur l’eau de vie des Charentes, et un article sur Louisiana Story de Robert Flaherty (1948) que la Revue du Cinéma publie lui vaut de devenir très proche de son directeur Jean George Auriol. A 21 ans il est assistant de Hans Richter : mal lui en prend car il est repéré par le FBI à travailler illégalement et enjoint de quitter les US. Comme il a écrit un scénario qui se passe en Palestine, Sam, symbolique des relations qui pourraient exister entre juifs et arabes, il obtient un passage de Displaced Persons de la Jewish Agency pour ce qui est devenu Israël en 1948.
Recommandé par l'Agence Magnum Photos, il se retrouve dans le désert du Neguev, assistant caméraman pour un film sur le Haganah, l’armée de l’ombre qui a combattu les Britanniques. Seul cameraman présent, il filme pour la Movietone le premier anniversaire de la création d’Israël. Il s’inscrit  au consulat de France comme résident français à l’étranger, No 1, évitant de faire un service militaire dont il ne veut pas. De retour à Paris pour chercher des fonds pour filmer les gens d’Israël, avec plusieurs scénarios dont Haolim (« Ceux qui montent »), qui s’attachent à la réalité qu’il a découverte, plus que le précédent biblique qui l’y a conduit. C’est en vain.
Il se voit proposer par Jean George Auriol de prendre sa place comme co-scénariste du film Ce siècle a cinquante ans. En plusieurs mois de recherches il rencontre avec Roland Tual et Denise Tual, les producteurs, le tout cinéma et théâtre de droite et la nomenklatura de gauche. Au bout d’un temps, dégoûté des uns comme des autres, il retourne à Bordeaux, essaye de créer des actualités provinciales et ne parvient qu’à cadrer dans un plan un taureau vaincu qui lance en l’air le torero (1950).
Toujours anti-guerre, il fait un scénario sur la lutte des dockers contre l’expédition d’armes en Indochine. Comme un sujet semblable est en cours de réalisation sous la direction de Robert Ménégoz - Vive les Dockers -, il y travaille comme cameraman puis est encore sollicité pour un film sur les colonies de vacances de Renault. Loin de ses ambitions, soupçonné par les extrémistes de droite comme de gauche de n’être pas des leurs, il devient OS2 sur un chantier au bord de la Garonne. L'ayant repéré en pleine guerre froide comme un possible bon soldat de la paix, Georges Gosnat, un des dirigeants du PC chargé des intellectuels et des finances, lui demande de soutenir les dockers en lutte en créant le Mouvement de la paix en Charente-Maritime.
Pour avoir un point de chute, Serge Roullet s’invente le goût du retour à la terre et vient s’installer agriculteur dans la propriété familiale. Il ne parvient que dans la fin des années 50 à prendre trois jours par mois pour filmer lui-même la vie paysanne au cours des saisons, calendrier qu’il met en parallèle avec celui des malicieuses miniatures du livre d’Heures de Charles d’Angoulême. Ce sera Viennent les Jours (1959) nommé pour le festival de Venise.
Il épouse la photographe Janine Niépce, rédige des textes de reportages pour elle et, voulant parachever sa formation, parvient à approcher celui qu’il considère comme le Maître du Cinématographe français de ce temps : Robert Bresson. Il l’accompagne dans la postproduction de Pickpocket et est premier assistant pour le Procès de Jeanne d’Arc. Il l’assistera encore pour La Genèse, épisode d’une Biblia que veut produire Dino De Laurentiis.
Serge Roullet poursuit sa route avec des documentaires commandés par les Services Culturels. Ce seront Versailles au Printemps, La France des Ecrivains (1964-65), La France à Grand Spectacle. Il propose une France Secrète qu’il titre Sillages, et qui sera vu à Cannes comme  reflétant « les affinités subtiles qui rapprochent les habitants d’un même pays » (ou qui les séparent). Le prix Spécial du Jury lui ouvre la voie aux longs métrages. Après le Mur, Benito Cereno (1971) transpose la nouvelle éponyme de Herman Melville, qui racontait une mutinerie sur un navire négrier. Pour Roullet, les héros de cette histoire vécue doivent « révéler, dans leur immobilité même, les courants obscurs qui les traversent, ceux de la vie intérieure ».
Il se remarie en novembre 1972 avec Carolyn Phillips et ils ont trois enfants.
Il écrit une comédie Les larmes d’Iphis dont l’héroïne, comme dans la légende, passe pour un garçon. Le film tourné en Grèce et Turquie devait conforter la place nouvelle de la femme dans la société mais rebaptisé La fille à l’envers (1974) et modifié pour une sortie commerciale, il devient une caricature. Serge Roullet l’abandonne ne reconnaissant que le court-métrage qui devait l’accompagner, Ariane et Dionysos (1972), tourné à Pompéi à la Villa di Mysteri où entre quatre murs, à fresco, avec des pigments inoubliables, s’inscrit le parcours probable d’une jeune fille pour devenir femme. Refusant les concessions, Serge Roullet doit renoncer à plusieurs films dont le Baphomet d'après Pierre Klossowski.
En 1992, le Voyage étranger est l'histoire d’une libération spirituelle. Reprenant la légende de Saint Alexis, il raconte l'errance  d’un homme jeune à la recherche de son destin et qui, au terme de sa vie, ne peut se résoudre à revenir aux siens. Avec Mathias Mégard pour le rôle d’Alexis jeune et Daniel Dubois dans celui d’Alexis âgé, le film se situe en l’an 1000, et tente, selon Serge Roullet, d'élever le « road movie à la dimension du mythe », en en faisant une « fresque de paysages intemporels où s’inscrivent en relief les êtres que croise Alexis et qui lui imposent la nécessité de plus de justice ».
En 2001, le Festival de La Rochelle présente une retrospective Serge Roullet.
En 2008, Serge Roullet donne son ultime long-métrage, Avoue que tu mens, d’après deux de ses nouvelles : Claudia disparue et l’Ami. Le film va d’une Charente à l’autre, le long du fleuve où se mire une vieille maison. Là, une jeune fille dont la mère fut mésalliée, rencontre un dessinateur et musicien. Chacun ment, et se ment à lui-même.
Il meurt le 14 février 2023 à Foussignac, à l'âge de 96 ans.

## Filmographie

### Scénariste
- 1951 : Ce siècle a cinquante ans
- 1959 : Viennent les jours
- 1962 : La France à grand spectacle
- 1964 : Sillages
- 1967 : Le Mur
- 1971 : Benito Cereno
- 1974 : La Fille à l'envers
- 1992 : Le Voyage étranger
- 2005 : Claudia disparue
- 2008 : Avoue que tu mens

### Réalisateur
- 1959 : Viennent les jours
- 1962 : La France à grand spectacle
- 1964 : Sillages[14]
- 1967 : Le Mur
- 1968 : Benito Cereno
- 1974 : La Fille à l'envers
- 1992 : Le Voyage étranger
- 2005 : Claudia disparue
- 2008 : Avoue que tu mens

### Directeur de la photographie
- 1959 : Viennent les jours
- 1962 : La France à grand spectacle
- 2005 : Claudia disparue

### Producteur
- 1974 : La Fille à l'envers

Création de sa société de production Espace et mouvement
- 2005 : Claudia disparue
- 2005 : Avoue que tu mens

### Acteur
- 1968 : Benito Cereno

### Assistant réalisateur
- 1948 : Louisiana Story de Robert Flaherty
- 1962 : Procès de Jeanne d'Arc de Robert Bresson

## Distinctions

### Nominations
- 1968 : Le Mur a été nommé à l'Ours d'Or au Festival de Berlin
- 1968 : Lion d'or, Venise, pour Le Mur